# 因為不是真正的夥伴而被逐出勇者隊伍，流落到邊境展開慢活人生
《因為不是真正的夥伴而被逐出勇者隊伍，流落到邊境展開慢活人生》（簡稱「 」）是所著的日本輕小說。2017年10月起於成為小說家吧連載網路版；2018年6月起經角川Sneaker文庫發行文庫版，由擔綱插畫，出版至今共13卷。
改編漫畫由池野雅博繪畫，於2018年5月發售的《月刊少年ACE》7月號上開始連載。外傳漫畫《沒能成為真正的夥伴的公主大人流落到邊境展開慢活人生》（真の仲間になれなかったお姫様は、辺境でスローライフすることにしました）由2021年10月20日於漫畫網站「少年Ace plus」開始連載，作畫。
截至2020年11月，本系列發行超過100萬本；同時宣布將改編為電視動畫，以及將於2021年在Steam平台上發布的電子遊戲。改編電視動畫第1季於2021年10月6日至12月29日播映，共13集；第2季將於2024年1月首播。
改編電子遊戲《Slow living with Princess》則於2021年10月7日發售。
截至2021年12月，本系列發行超過190萬本。

## 故事簡介

### 劇情大綱
這是人們與生俱來就受到「加護」決定未來的世界。邊境的冒險者雷德原本是「勇者」露緹的兄長，擁有「引導者」加護，曾為騎士團副團長，更是勇者小隊的一員。但在某日，雷德被隊中的「賢者」艾瑞斯直指「你不是真正的夥伴」，認為他對討伐魔王毫無貢獻，然後把他踢出勇者隊伍。無奈的雷德來到邊境小城佐爾丹，活用過去的知識與經驗在那裡開了間藥店。開店期間偶遇過去的隊友莉特，在對方半強迫的要求下開始了同居的悠閒生活。

### 設定
「加護」為本作中除了特定魔物外，全部種族皆有的力量。大多數是類似職業的某種輔助，也有會對社會造成危害的種類存在，甚至能影響一個人的人格。在本作世界觀中主要的觀點是順從加護的傾向而活，但也有人抱持著「順從自身的理想而活」的觀念。加護具有「等級」之分。獲得經驗值可以提升加護的等級。已知只有殺掉擁有加護的對象才可以獲取經驗值，如果目標的等級比自身高許多，那獲得的經驗值也極為豐富。所有加護都是戴密斯神賦予的。
「技能」則能提升身體能力，或是能施展魔法、煉金術之類的能力。在加護等級上升的同時可以獲得點數再透過加點的方式獲得技能。技能也有等級，等級越高，就越有可能獲得上位技能。「固有技能」與加護不同，是不擁有特定加護就無法獲得的技能。在順從加護而生而視為美德的這個世界中，選擇職業有時也與掌握的固有技能有關。「共通技能」是不受加護影響，可以透過學習來掌握的技能。在以加護為主的這個世界裡，共通技能的效果並不如固有技能那麼強大。

## 登場角色
聲優順序按廣播劇CD／電視動畫，只有一人者均為電視動畫的聲優。

### 主要角色
雷德（聲：梅原裕一郎／鈴木崚汰）
本作主角。原名吉迪恩·萊格納索。加護為「引導者」。因為除了初始等級+30外沒有其他效果，僅能使用通用技能，所以在等級被追上後，漸漸跟不上勇者隊伍的戰力而被當成累贅，從而被賢者艾瑞斯踢出隊伍。自此改名雷德，來到邊境的佐爾丹當起冒險者，由於對於藥草學含有豐富的知識並希望能有自己開設的店鋪，故以經營藥品店維生。「雷德」（Red）一名源自莉特的紅色衣服。D級冒險者，但真實的戰鬥實力遠在這個等級之上。由於加護沒有技能的加成，因此依靠經驗與知識來彌補實力的不足。性格愛好和平不喜歡爭鬥，非到必要絕對不展現真正的實力，是除了勇者之外人类最强的剑士。開設藥品店的原因也只是希望自己能過著慢活人生。非常清楚莉特對於自己的戀情，而自己也喜歡著她，之後隨劇情進展變成情侶關係。
莉特（聲：花守由美里／高尾奏音）
本名莉茲蕾特·渥夫·洛嘉維亞，洛嘉維亞公國的第二公主，並擁有英雄稱號。在洛嘉維亞公國被魔王軍圍攻時，曾與勇者團隊一起行動過。之後為了逃避繼承權糾紛，離家到邊境佐爾丹，以「莉特」的名字當起冒險者。B級冒險者，戰鬥實力高超，實質為該村莊內最強者。偶遇雷德後，半強迫地與他同居共同經營藥店，非常喜歡雷德以及雷德所做的料理，隨劇情進展成為情侶關係。加護為「精靈斥候」。
露緹·萊格納索（聲：竹達彩奈／大空直美）
雷德的妹妹。人類最強戰士，有著專門用來擊敗魔王的「勇者」加護。為了早日獲得強大的力量，而讓感情逐漸被加護所抑制，還因加護而失去了睡眠、進食的需求。同時也因為加護的緣故，給人極大的威壓感，讓旁人都難以靠近。以前是个兄控，总是跟在雷德后面，得知兄長被逐出隊伍的消息，加上在艾瑞斯的指揮下，攻略魔王軍的進度開始受挫，於是自行脫離冒險隊伍尋找雷德的蹤跡。在佐爾丹找到雷德後，與他和莉特一同在佐爾坦定居。

### 勇者小隊
艾瑞斯·史洛亞（聲：八代拓）
勇者隊伍的一員。加護為「賢者」。將雷德踢出隊伍的人。出身自已經沒落的公爵家，為了復興自己的家族而加入勇者隊伍。因為無法認可吉迪恩才是團隊的領導者，於是趁機將他趕走，但後續的表現引起小隊成員們的不滿，導致團隊分崩離析。其實內心深處也明白吉迪恩比自己更適合領導隊伍，但「賢者」加護的副作用導致他不願意承認而對他充滿了嫉妒。最終被魔族利用，於遺跡戰鬥事件裡死於雷德等人手裡。
亞蘭朵菈菈（聲：雨宮天）
高等妖精。勇者隊伍的一員。加護為能操縱植物的「木之歌者」。因為能聽到樹木說話的聲音，因此參與吉迪恩提議直接穿越迷影之森迴避魔王軍的作戰，也就是說她在與其他人組成勇者團隊前就和吉迪恩已相互結識，在第一時間知道艾瑞斯把吉迪恩逐出團隊後就憤而離開，獨自去尋找吉迪恩的下落。對於吉迪恩抱有好感而讓莉特吃醋，但與莉特澄清那並不是男女之情，在感情上只能算是非常密切的摯友，也由衷希望吉迪恩跟莉特這兩人能過得幸福。但在後來還是不小心跟雷德做了更親密的舉動而被莉特撞見。
達南·拉博（聲：三宅健太）
勇者隊伍的一員。加護為「武鬥家」的肌肉男，是當今首屈一指的武術宗師。自己所開的道場在的村子被魔王的軍隊毀滅，為了復仇而加入勇者隊伍。在艾瑞斯的指揮導致團隊逐漸分崩離析後，認為隊伍不能沒有吉迪恩，於是獨自離隊去找吉迪恩勸他回來，但中途遭到阿修羅惡魔錫桑丹的襲擊而失去一隻右臂，右臂被對方吃掉後假扮成自己的模樣，但他大難不死，最終漂流到某個海邊的村落。認為吉迪恩並沒有拖勇者隊伍的後腿，並認同吉迪恩的實力是一個合格的戰鬥夥伴。
蒂奧德萊·狄費洛（聲：內田彩）
加護為「十字軍」的勇者隊伍成員之一。聖堂騎士流槍術的代理師範，同時也是人類頂尖的法術師。個性嚴謹，具有武人氣質的女性，為打倒魔王而加入勇者團隊。也是認可吉迪恩實力的其中一人。
媞瑟·迦蘭德（聲：釘宮理惠）
在雷德（吉迪恩）離開隊伍後，由艾瑞斯帶來取代他的少女。擁有「刺客」的加護。平時面無表情，是小隊中最具常識的人， 有一隻名為「憂憂先生」的小蜘蛛和她一起行動。後隨著露緹一起脫離冒險隊伍。起初相當害怕露緹，但後來漸漸對露緹產生好感。

### 佐爾丹
亞爾貝·利蘭德（聲：天崎滉平）
在邊境的佐爾丹號稱莊內最強的B級冒險者，擁有「冠軍」加護，因此擁有強烈的好勝心。在中央得不到認可，因而流落邊境。看不起只有D級的雷德。在討伐梟熊的時候，因從梟熊屍體上的傷痕，便懷疑梟熊是被雷德砍殺的。希望與莉特組隊，但發現她與雷德同居，因而從冒險者事業半引退後，就憎恨起了雷德。後來投靠盜賊公會，並和雷德對決，但被雷德斬斷手臂戰敗。
後受惡魔的控制下，打算利用禁藥“惡魔的加護”來控制勇者露緹，結果反被其用來抑制其加護，成為露緹脫離冒險隊伍的罪魁禍首之一。
岡茲（聲：山中真尋）
坦塔的舅舅。在邊境的佐爾丹生活的半精靈木匠。因雷德救了自己外甥一命，故無償幫雷德蓋好了藥品店。
娜歐·斯托（聲：德井青空）
岡茲的妹妹，坦塔的母親。跟雷德和莉特的關係很好。性格大而化之且豪爽，對於雷德救了自己兒子一命十分感激。
米德·斯托（聲：三品建）
娜歐的丈夫，坦塔的父親。但不是半精靈，而是人類。
坦塔·斯托（聲：芹澤優）
米德和娜歐的兒子，加護尚未激發，想成為像舅舅一樣的木匠。個性開朗陽光，平時在村莊內跟雷德和莉特關係很好。
阿德敏（聲：柚木尚子）
住在佐爾丹的少年，夢想成為士兵，加護為「喧嘩屋」。原本是善良的孩子，曾一度因加護的激發而失控攻擊坦塔和艾爾，後因盜賊公會的慫恿下食用了禁藥“惡魔的加護”，導致加護二度暴走，因此還誤傷了艾爾的家人。之後服藥抑制加護的衝動，並向艾爾誠心道歉，艾爾也接受並原諒了阿德敏。
艾爾（聲：木下鈴奈）
住在佐爾丹的半精靈少年，坦塔的朋友，不喜歡並畏懼著自己的「武器大師」加護，但在眾人的開導下逐漸適應，隨後選擇以曲劍為自己的武器。
梅格莉雅（聲：東山奈央）
佐爾丹冒險者公會的接待人員。
瑪雅（聲：豐田萌繪）
女性冒險者，髮蔭遮蓋雙眼，文靜內向，戰力平庸。對雷德有好感，得知他跟莉特同居後，掩面大哭退場。
狄爾（聲：利根健太朗）
擁有「火術師」加護的冒險者。雖然無法使用水魔法，但能夠提高火魔法的威力。知道雷德和莉特的身份。本來受盜賊公會的委託，藉由莉特的公主身分為由，要求莉特回歸冒險者身分或是回到洛嘉維亞公國，藉此要求莉特離開雷德，結果被拒絕。
紐曼（聲：魚建）
佐爾丹診所的醫生，擁有技能「高速調合」。因診治坦塔白眼病一事而信任雷德，並經常與雷德購買藥材作為醫療用途。
史托姆桑達（聲：上田燿司）
在邊境的佐爾丹生活的半獸人，經營家具店。擁有「工藝師」的加護。曾因為雷德當初買最便宜的單人床還殺價而計仇，後來雷德陪莉特採購時不願買雙人床而偷罵其為「膽小鬼」。
貝利爾（聲：火山太田）
契約惡魔，魔王勢力以外的惡魔，盜賊公會的實質會長，沒有種族歧視。企圖發動政變，策劃佐爾丹獨立運動，失敗後遭到逮捕，之後和契約對象解約並將其化為貝殼。後與亞爾貝一同越獄，打算利用禁藥“惡魔的加護”來控制勇者露緹，結果卻反被其用來抑制其加護，並遭其殺害，成為露緹脫離冒險隊伍的罪魁禍首之一。

### 魔王軍
錫桑丹（聲：興津和幸）
魔王軍幹部，又稱阿修羅惡魔，共有六只手臂，且沒有加護，可藉由吃掉他人或部分的器官來偽裝他人。

### 教會下的勇者隊伍
梵·渥夫·弗蘭伯格（聲：花守由美里）
露緹之後的下一任“勇者”加護冒險者，原為弗蘭伯格王國的第8王子，加護原本跟劉布樞機卿同為“樞機主教”，後來突變成為“勇者”，對至高神戴密斯非常敬仰到自身的加護與命運是命中由神註定的。
原本性格純真和正義感十足，成為勇者後，過度的信仰和勇者加護衝動，導致個性上經常自我為中心，產生了扭曲的正義，並稱自己的“勇者”行動為至高神戴密斯旨意下的正義之舉。
在冒險途中因為劉布樞機卿收到露緹取走飛空艇出現在佐爾丹附近的情報後，一行人便前往來到佐爾丹。
菈本妲（聲：加隈亞衣）
名字原型為薰衣草（Lavender），梵身邊的妖精。自稱是其搭檔，比起常識與善惡，只要是梵所選擇的就認定是正確的。
真實身份為世界起始時期過來的神話妖精“災害”大妖精計都，司掌毀滅和力量。
劉布樞機卿（聲：三上哲）
聖方教會的高層幹部，加護為“樞機主教”。雖是教會成員卻有著強烈的慾望，像是會用收取賄賂之類的非法手段來中飽私囊、還喜歡賭博。是個讓人難以看穿其內心想法的人，在知道露緹取走飛空艇出現在佐爾丹附近後要求梵前往，自己也隨之同行。
愛絲妲／愛絲葛菈妲（聲：內田彩）
勇者團隊雇傭的傭兵、戴著面具的女騎士。具有擊退魔王軍四天王之一的經驗。實則是蒂奧德萊在加入梵的勇者小隊時為隱藏身份而使用的另一個名字。

### 其他
溫蒂妮（聲：大西亞玖璃）
棲息於佐爾丹邊境附近的妖精森林的水之妖精。

## 創作
本作是作者出道以來的第二部商業作品。不過，由於這部作品跟他的出道作《雖然100年後作為魔法書轉生，但是現代魔法師實在太弱了》（100年後に魔術書として転生したけど現代魔術師は弱すぎる）的準備工作是同時進行的，所以他覺得這部也是他的出道作。本作由2017年10月起於小說投稿網站成為小說家吧上連載，在大約一個月後就開始收到多家出版社的邀請。作者最後選擇經角川Sneaker文庫發行實體書。選擇原因是該文庫的責任編輯特意親身到宮崎，向作者講解第1卷會收錄至哪部份、修改網絡版的方向、插畫師的人選等細節，讓作者感受到出版方對這部作品的誠意。
文庫版大幅度地修改了網絡版的內容，例如大幅增加了雷德和莉特之間的回憶劇情。作者解釋在網絡版為了故事節奏而刪減了篇幅，而在文庫版加回那些部份，解釋了為何莉特會對雷德如此親近，讓故事變得完整；也建立了莉特在過去好勝自信的形象，跟現在可愛的性格有所對比。小說第1卷劇情增加部份約有45,000字以上，即約13話的份量。
改編漫畫第1話的內容並非改編自小說的內容，而是原創內容。

## 出版書籍

### 輕小說
| 卷數 | KADOKAWA       | KADOKAWA                                                          | 台灣角川       | 台灣角川                                                |
| 卷數 | 發售日期       | ISBN                                                              | 發售日期       | ISBN                                                    |
| ---- | -------------- | ----------------------------------------------------------------- | -------------- | ------------------------------------------------------- |
| 1    | 2018年6月1日   | ISBN 978-4-04-106858-8                                            | 2019年12月18日 | ISBN 978-957-743-452-4                                  |
| 2    | 2018年9月1日   | ISBN 978-4-04-106861-8                                            | 2020年6月4日   | ISBN 978-957-743-821-8                                  |
| 3    | 2019年1月1日   | ISBN 978-4-04-106862-5                                            | 2020年10月7日  | ISBN 978-986-524-040-0                                  |
| 4    | 2019年5月1日   | ISBN 978-4-04-108254-6                                            | 2021年2月5日   | ISBN 978-986-524-244-2                                  |
| 5    | 2019年9月1日   | ISBN 978-4-04-108258-4 ISBN 978-4-04-108522-6（附廣播劇CD特裝版） | 2021年5月10日  | ISBN 978-986-524-414-9                                  |
| 6    | 2020年2月1日   | ISBN 978-4-04-108259-1                                            | 2021年6月28日  | ISBN 978-986-524-546-7 ISBN 978-986-524-584-9（特裝版） |
| 7    | 2020年7月1日   | ISBN 978-4-04-109659-8                                            | 2021年11月24日 | ISBN 978-986-524-948-9                                  |
| 8    | 2021年3月31日  | ISBN 978-4-04-109661-1                                            | 2022年3月28日  | ISBN 978-626-321-276-3                                  |
| 9    | 2021年10月1日  | ISBN 978-4-04-111748-4                                            | 2022年11月23日 | ISBN 978-626-321-966-3                                  |
| 10   | 2022年4月1日   | ISBN 978-4-04-111749-1                                            | 2023年3月27日  | ISBN 978-626-352-356-2                                  |
| 11   | 2022年11月1日  | ISBN 978-4-04-112782-7                                            | 2023年8月23日  | ISBN 978-626-352-809-3                                  |
| 12   | 2023年4月28日  | ISBN 978-4-04-112783-4                                            | 2023年10月25日 | ISBN 978-626-378-006-4                                  |
| 13   | 2023年12月28日 | ISBN 978-4-04-114179-3                                            | 2025年2月17日  | ISBN 978-626-415-273-0                                  |
| 14   | 2024年5月1日   | ISBN 978-4-04-114916-4                                            |                |                                                         |
| 15   | 2025年7月1日   | ISBN 978-4-04-115991-0                                            |                |                                                         |

第0卷為本作前傳，書名為《真正的夥伴Episode.0 只有現在是最強的走龍騎士，將早晚會無雙的妹妹勇者守護到底》（真の仲間Episode.0 今だけ最強の走竜騎士は、いずれ無双の妹勇者を守り抜く）。
| 卷數 | KADOKAWA      | KADOKAWA               |
| 卷數 | 發售日期      | ISBN                   |
| ---- | ------------- | ---------------------- |
| 0    | 2020年12月1日 | ISBN 978-4-04-109660-4 |

### 漫畫
由第38話（2021年10月號）起是小說第3卷的內容。
| 卷數 | KADOKAWA       | KADOKAWA               | 台灣角川      | 台灣角川               |
| 卷數 | 發售日期       | ISBN                   | 發售日期      | ISBN                   |
| ---- | -------------- | ---------------------- | ------------- | ---------------------- |
| 1    | 2018年12月25日 | ISBN 978-4-04-107729-0 | 2020年3月25日 | ISBN 978-957-743-608-5 |
| 2    | 2018年9月1日   | ISBN 978-4-04-108486-1 | 2020年8月20日 | ISBN 978-957-743-912-3 |
| 3    | 2020年1月24日  | ISBN 978-4-04-109046-6 | 2021年2月22日 | ISBN 978-986-524-225-1 |
| 4    | 2020年6月26日  | ISBN 978-4-04-109632-1 | 2022年3月17日 | ISBN 978-626-321-262-6 |
| 5    | 2020年11月25日 | ISBN 978-4-04-109633-8 | 2022年3月17日 | ISBN 978-626-321-263-3 |
| 6    | 2021年6月25日  | ISBN 978-4-04-111484-1 |               |                        |
| 7    | 2021年9月25日  | ISBN 978-4-04-111581-7 |               |                        |
| 8    | 2021年12月25日 | ISBN 978-4-04-112120-7 |               |                        |
| 9    | 2022年7月26日  | ISBN 978-4-04-112637-0 |               |                        |
| 10   | 2022年11月25日 | ISBN 978-4-04-113266-1 |               |                        |
| 11   | 2023年5月26日  | ISBN 978-4-04-113708-6 |               |                        |
| 12   | 2023年12月26日 | ISBN 978-4-04-114438-1 |               |                        |
| 13   | 2024年2月26日  | ISBN 978-4-04-114672-9 |               |                        |
| 14   | 2024年8月26日  | ISBN 978-4-04-115297-3 |               |                        |

## 迴響
截至2019年4月，系列累積發行超過20萬本。截至2020年1月，超過50萬本。截至2020年11月，超過100萬本。截至2021年9月，超過160萬本。截至2021年12月，超過190萬本。
本作在日本電子書平台BOOK☆WALKER舉辦的「新作輕小說總選舉2019」讀者票選活動中獲得文庫部門的第1名。

## 電視動畫
第1集於2021年9月29日在d動畫商城先行播映，僅限1,000名d動畫商城會員觀看。

### 消息公佈、宣傳
2020年11月17日，宣布將獲改編為電視動畫。2021年1月21日，公開前導視覺圖、主要製作人員、多名主角的聲優，並開設電視動畫的官方網站。3月7日，飾演三名主角的鈴木崚汰、高尾奏音和大空直美出席「KADOKAWA 輕小說EXPO 2020」活動，活動中公開第1條宣傳片，並宣佈電視動畫將於同年7月首播。宣傳片中初次披露男女主角的台詞。5月20日，宣佈延期至10月首播，並公開主視覺圖和追加聲優陣容。其後在6月22日和7月22日再公開多名配角的聲優。8月30日，宣佈首播日期為10月6日，並公開第2條宣傳片。
於2021年11月28日舉辦網上簽名會，高尾奏音和大空直美出席。
2022年10月31日，宣佈將推出第2季。2023年9月24日，宣佈第2季定於2024年1月首播；導演改由在第1季時負責第9集分鏡兼演出的高藤聰擔任，第1季的導演星野真則擔任總導演一職。這是高藤聰初次擔任動畫導演。

### 製作
這部動畫是鈴木崚汰首次擔綱主角。他出席2021年3月7日的活動時稱，定下主角人選的時間跟另一部當時剛宣佈動畫化的《食鏽末世錄》定下聲優人選的時間差不多。當時已開始配音收錄工作，但鈴木跟飾演主角妹妹露緹的大空直美未曾一起收錄，到當日活動才初次碰面和說上話。

#### 製作人員
- 原作：（株式會社KADOKAWA 角川Sneaker文庫刊）
- 原作插畫：
- 導演：星野真
- 系列構成：清水惠
- 主角色設計：渡邊琉璃子
- 副角色設計：大川美穗子、松本淑惠、水谷麻美子
- 怪物設計：岩永悦宜
- 道具設計：岩永悦宜、田內亞矢子、杉田葉子
- 總作畫監督：大川美穗子、松本淑惠、水谷麻美子
- 美術設定：大平司
- 美術監督：蘆野由紀子
- 色彩設計：水野愛子
- 攝影監督：武原健二
- 編輯：柳圭介
- 音響監督：阿部信行
- 音響製作：ON-LEAD
- 音樂：橋本由香利
- 音樂製作：日本哥倫比亞
- 動畫製作：Wolfsbane、Studio Flad[81]
- 製作：真正的夥伴製作委員會

### 主題曲

#### 第一季
片頭曲《吸一口氣 就在這裏 生活下去》（息を吸う ここで吸う 生きてく）
作詞、作曲、主唱：ゆいにしお，編曲：水口浩次
第12、13話未使用
片尾曲《大家都一樣》（みんなおなじ）
作詞、作曲：中川大二朗，編曲、主唱：JYOCHO
第8、12話未使用

#### 第二季
片頭曲《routine life》
作詞、作曲、主唱：，編曲：水口浩次
第4話未使用
片尾曲
主唱：JYOCHO，作詞、作曲、編曲：中川大二朗
第4話、第9話未使用

### 劇集列表
| 話數   | 標題                                | 劇本     | 分鏡           | 演出          | 作畫監督 | 總作畫監督                     | 改編原作      | 首播日期       |        |        |        |        |        |        |        |        |        |        |        |        |        |        |        |        |
| 第一季 | 第一季                              | 第一季   | 第一季         | 第一季        | 第一季 | 第一季                         | 第一季        | 第一季         | 第一季 | 第一季 | 第一季 | 第一季 | 第一季 | 第一季 | 第一季 | 第一季 | 第一季 | 第一季 | 第一季 | 第一季 | 第一季 | 第一季 | 第一季 | 第一季 |
| ------ | ----------------------------------- | -------- | -------------- | ------------- | --- | ------------------------------ | ------------- | -------------- | ------ | ------ | ------ | ------ | ------ | ------ | ------ | ------ | ------ | ------ | ------ | ------ | ------ | ------ | ------ | ------ |
| 第1話  | 我似乎不是真正的夥伴 （）           | 清水惠   | 星野真         | 星野真        | 吉田翔太 | 大川美穗子                     | 第一卷        | 2021年 10月6日 |        |        |        |        |        |        |        |        |        |        |        |        |        |        |        |        |
| 第2話  | 未成為勇者夥伴的公主 （）           | 清水惠   | 星野真         | 南康宏        | 吉田翔太、瀨尾康博 | 松本淑惠                       | 第一卷        | 10月13日       |        |        |        |        |        |        |        |        |        |        |        |        |        |        |        |        |
| 第3話  | 兩個人一起展開慢活人生吧 （）       | 笹野惠   | 中村哲治       | 小林壽德      | 岡田雅人、宮、echo | 大川美穗子                     | 第一卷        | 10月20日       |        |        |        |        |        |        |        |        |        |        |        |        |        |        |        |        |
| 第4話  | 蜂蜜酒的理由 （）                   | 清水惠   | 本間修         | 本間修        | 中島駿、田內亞矢子 石原彩子、中彌幸一                                                                                  | 松本淑惠                       | 第一卷        | 10月27日       |        |        |        |        |        |        |        |        |        |        |        |        |        |        |        |        |
| 第5話  | 琥珀中的戒指 （）                   | 小鹿     | 宗廣智行       | 金元會 安井響 | Kang Dong Ha、Lee Seong Hee Jeon Jong Min                                                                              | 水谷麻美子                     | 第二卷        | 11月3日        |        |        |        |        |        |        |        |        |        |        |        |        |        |        |        |        |
| 第6話  | 行兇開端 （）                       | 清水惠   | 荒井省吾       | 五月女有作    | 成元鎔 | 水谷麻美子                     | 第二卷        | 11月10日       |        |        |        |        |        |        |        |        |        |        |        |        |        |        |        |        |
| 第7話  | 藏在暴風雨背後的火種 （）           | 小鹿     | 中村哲治       | 中村哲治      | 田內亞矢子、吉田翔太                                                                                                   | 大川美穗子                     | 第二卷        | 11月17日       |        |        |        |        |        |        |        |        |        |        |        |        |        |        |        |        |
| 第8話  | 想要成為英雄的男人 （）             | 笹野惠   | 南康宏         | 南康宏        | 田內亞矢子、石原彩子 中島駿、鈴木奈都子                                                                                | 松本淑惠                       | 第二卷        | 11月24日       |        |        |        |        |        |        |        |        |        |        |        |        |        |        |        |        |
| 第9話  | 安穩的日常 （）                     | 香椎葉平 | 高藤聰         | 高藤聰        | Kang Dong Ha、Lee Seong Hee Jeon Jong Min                                                                              | 水谷麻美子                     | 第三卷 第四卷 | 12月1日        |        |        |        |        |        |        |        |        |        |        |        |        |        |        |        |        |
| 第10話 | 這是拯救勇者的故事 （）             | 清水惠   | 德本善信       | 德本善信      | 大久保步美、水原 吉田翔太、渡邊                                                                                        | 大川美穗子                     | 第三卷 第四卷 | 12月8日        |        |        |        |        |        |        |        |        |        |        |        |        |        |        |        |        |
| 第11話 | 在佐爾坦聚集的英雄們 （）           | 清水惠   | 宗廣智行       | 五月女有作    | 成元鎔、趙雅羅、崔允希                                                                                                 | 水谷麻美子                     | 第三卷 第四卷 | 12月15日       |        |        |        |        |        |        |        |        |        |        |        |        |        |        |        |        |
| 第12話 | 岔路 （）                           | 清水惠   | 星野真         | 星野真        | 田内亞矢子、吉田翔太、山本雄貴 水澤智可、中彌幸一、下川壽志                                                            | 松本淑惠 大川美穗子            | 第四卷        | 12月22日       |        |        |        |        |        |        |        |        |        |        |        |        |        |        |        |        |
| 第13話 | 引導者 （）                         | 清水惠   | 及川啟 星野真  | 中村哲治      | 田内亞矢子、山本雄貴、中彌幸一 Lee Seong Hee、Choi Kyung Seok Kim Jongh Heon、Kang Dong Ha Jeon Jong Min、Kim Jung Woo | 水谷麻美子 大川美穗子 松本淑惠 | 第四卷        | 12月29日       |        |        |        |        |        |        |        |        |        |        |        |        |        |        |        |        |
| 第二季 |                                     |          |                |               | |                                |               |                |        |        |        |        |        |        |        |        |        |        |        |        |        |        |        |        |
| 第1話  | 來一場慢生活的旅行吧 （）           | 清水惠   | 星野真         | 星野真        | 吉田翔太、田內亞矢子                                                                                                   | 大川美穗子 松本淑惠            | 第五卷        | 2024年 1月7日  |        |        |        |        |        |        |        |        |        |        |        |        |        |        |        |        |
| 第2話  | 寶石獸 （）                         | 笹野惠   | 高藤聰         | 五月女有作    | 成元鎔、金大將 趙源荷、裵庚善、金眞姫                                                                                  | 水谷麻美子                     | 第五卷        | 1月14日        |        |        |        |        |        |        |        |        |        |        |        |        |        |        |        |        |
| 第3話  | 佐爾丹的節慶 （）                   | 小鹿理江 | 宗廣智行       | 矢島龍        | 西本真吾、金炅垠 | 松本淑惠 大川美穗子            | 第五卷        | 1月21日        |        |        |        |        |        |        |        |        |        |        |        |        |        |        |        |        |
| 第4話  | 前勇者與暗殺者的日常 （）           |          | 星野真         | 山田史人      | 田內亞矢子、杉田葉子、水原櫻                                                                                           | 松本淑惠 大川美穗子            | 原创          | 1月28日        |        |        |        |        |        |        |        |        |        |        |        |        |        |        |        |        |
| 第5話  | 無法理解慢生活的男人 （）           | 笹野惠   | 小林一三       | 黑瀨大輔      | Triple A、大久保步美                                                                                                   | 水谷麻美子                     | 第八卷        | 2月4日         |        |        |        |        |        |        |        |        |        |        |        |        |        |        |        |        |
| 第6話  | 長期休假 （）                       | 小鹿理江 | 高藤聰         | 矢島龍        | 西本真吾、金炅垠 Joma、前村美幸、狄飛廉                                                                                | 松本淑惠 大川美穗子            | 第八卷        | 2月11日        |        |        |        |        |        |        |        |        |        |        |        |        |        |        |        |        |
| 第7話  | 兩個勇者 （）                       | 清水惠   | 小林一三       | 五月女有作    | 元美那、朴順玉 | 水谷麻美子                     | 第八卷        | 2月18日        |        |        |        |        |        |        |        |        |        |        |        |        |        |        |        |        |
| 第8話  | 一切都是為了加護和信仰 （）         | 笹野惠   | 宮西哲也       | 山田史人      | 中島駿、吉田翔太 | 大川美穗子 松本淑惠            | 第八卷        | 2月25日        |        |        |        |        |        |        |        |        |        |        |        |        |        |        |        |        |
| 第9話  | 對付戀愛的妖精與貪婪的樞機主教 （） | 笹野惠   | 中村哲治       | 雄谷將仁      | ZUNYI | 水谷麻美子                     | 第九卷        | 3月3日         |        |        |        |        |        |        |        |        |        |        |        |        |        |        |        |        |
| 第10話 | 勇者與指引者 （）                   | 小鹿理江 | 星野真         | 矢島龍        | 西本真吾、金炅垠 狄飛廉、前村美幸                                                                                      | 松本淑惠 大川美穗子            | 第九卷        | 3月10日        |        |        |        |        |        |        |        |        |        |        |        |        |        |        |        |        |
| 第11話 | 勇者的挑戰 （）                     | 清水惠   | 星野真         | 星野真        | 田內亞矢子、杉田葉子、水原櫻                                                                                           | 松本淑惠 大川美穗子            | -             | 3月17日        |        |        |        |        |        |        |        |        |        |        |        |        |        |        |        |        |
| 第12話 | 結束，踏上下一段旅程 （）           | 清水惠   | 星野真、高藤聰 | 高藤聰        | 吉田翔太、田內亞矢子、杉田葉子、中島駿、大久保步美                                                                     | 渡邊瑠璃子、水谷麻美子         | -             | 3月24日        |        |        |        |        |        |        |        |        |        |        |        |        |        |        |        |        |

### 播映平台
日本深夜動畫：下文記載的日本国内播放時間使用日本標準時間（UTC+9）表示。因為部分時間标识會採用30小时制，因此請留意这类超过24:00的时间，其實際播放時間為翌日清晨。
第1期：
| 播放日期                | 播放時間（UTC+9）    | 播放電視台 | 播放地區 | 備註             |
| ----------------------- | -------------------- | ---------- | -------- | ---------------- |
| 2021年10月6日－12月29日 | 星期三 22:30 - 23:00 | AT-X       | 日本全國 | 衞星廣播、有重播 |
| 2021年10月6日－12月29日 | 星期三 23:30 - 24:00 | TOKYO MX   | 東京都   |                  |
| 2021年10月6日－12月29日 | 星期三 23:30 - 24:00 | BS日視     | 日本全國 |                  |
| 2021年10月6日－12月29日 | 星期三 23:30 - 24:00 | KBS京都    | 京都府   |                  |
| 2021年10月6日－12月29日 | 星期三 24:30 - 25:00 | SUN電視台  | 兵庫縣   |                  |

| 播映地區         | 播映平台 | 播映日期                | 播映時間              | 備註   |
| ---------------- | -------- | ----------------------- | --------------------- | ------ |
| 中國大陸         | bilibili | 2021年10月6日－12月29日 | 星期三 22:30（UTC+8） | [ 85 ] |
| 香港、澳門、台灣 | bilibili | 2021年10月6日－12月29日 | 星期三 22:30（UTC+8） | [ 86 ] |

第2期：
| 播映地區         | 播映平台 | 播映日期              | 播映時間              | 備註   |
| ---------------- | -------- | --------------------- | --------------------- | ------ |
| 中國大陸         | bilibili | 2024年2月18日－       | 星期日 22:30（UTC+8） | [ 87 ] |
| 香港、澳門、台灣 | bilibili | 2024年1月7日－3月24日 | 星期日 22:30（UTC+8） | [ 88 ] |

### 藍光&DVD
| 卷數  | 發售日期      | 收錄話數       | 規格編號                            | 規格編號   | 規格編號 |
| 卷數  | 發售日期      | 收錄話數       | 藍光通常版                          | DVD通常版  |          |
| 第1季 | 第1季         | 第1季          | 第1季                               | 第1季      |          |
| ----- | ------------- | -------------- | ----------------------------------- | ---------- | -------- |
| 1     | 2022年1月26日 | 第1話－第5話   | ZMXZ-15191（藍光限定版） ZMXZ-15201 | ZMBZ-15211 |          |
| 2     | 2022年2月25日 | 第6話－第9話   | ZMXZ-15202                          | ZMBZ-15212 |          |
| 3     | 2022年3月30日 | 第10話－第13話 | ZMXZ-15203                          | ZMBZ-15213 |          |
| 第2季 |               |                |                                     |            |          |
| 上    | 2024年4月24日 | 第1話－第6話   | ZMAZ-17231                          | ZMSZ-17241 |          |
| 下    | 2024年5月29日 | 第7話－第12話  | ZMAZ-17232                          | ZMSZ-17242 |          |

## 外部連結
- 成為小說家吧連載網站（日語）
- 角川Sneaker文庫官方網站（日語）
- 漫畫連載網站（日語）
- 電視動畫官方網站（日語）（英文）
- 電視動畫的X（前Twitter）（日語）
- 【試閱】輕小說《因為不是真正的夥伴而被逐出勇者隊伍，流落到邊境展開慢活人生》 - 巴哈姆特電玩資訊站（中文）